# Angler Sattelschwein

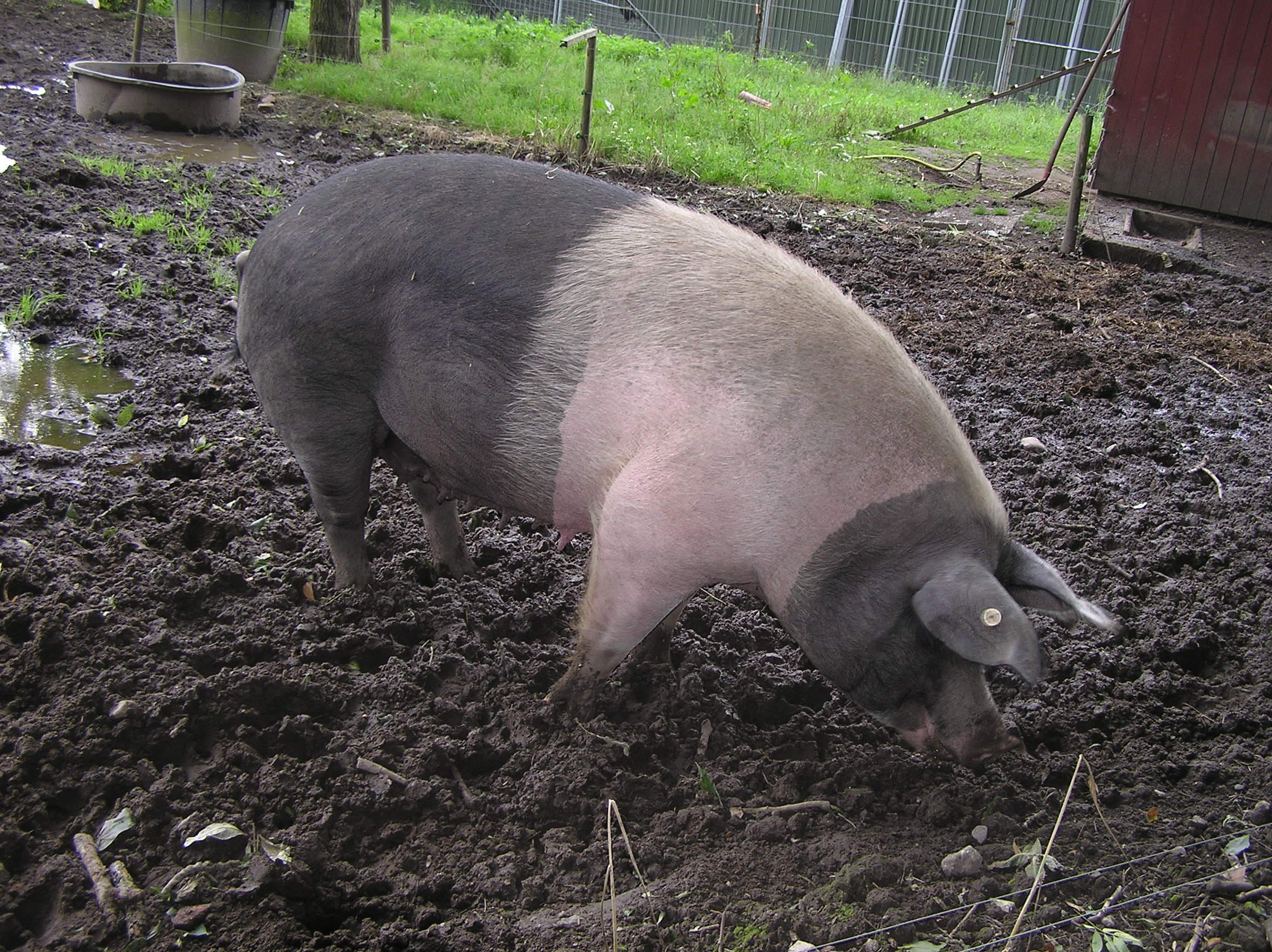
Angler Sattelschwein

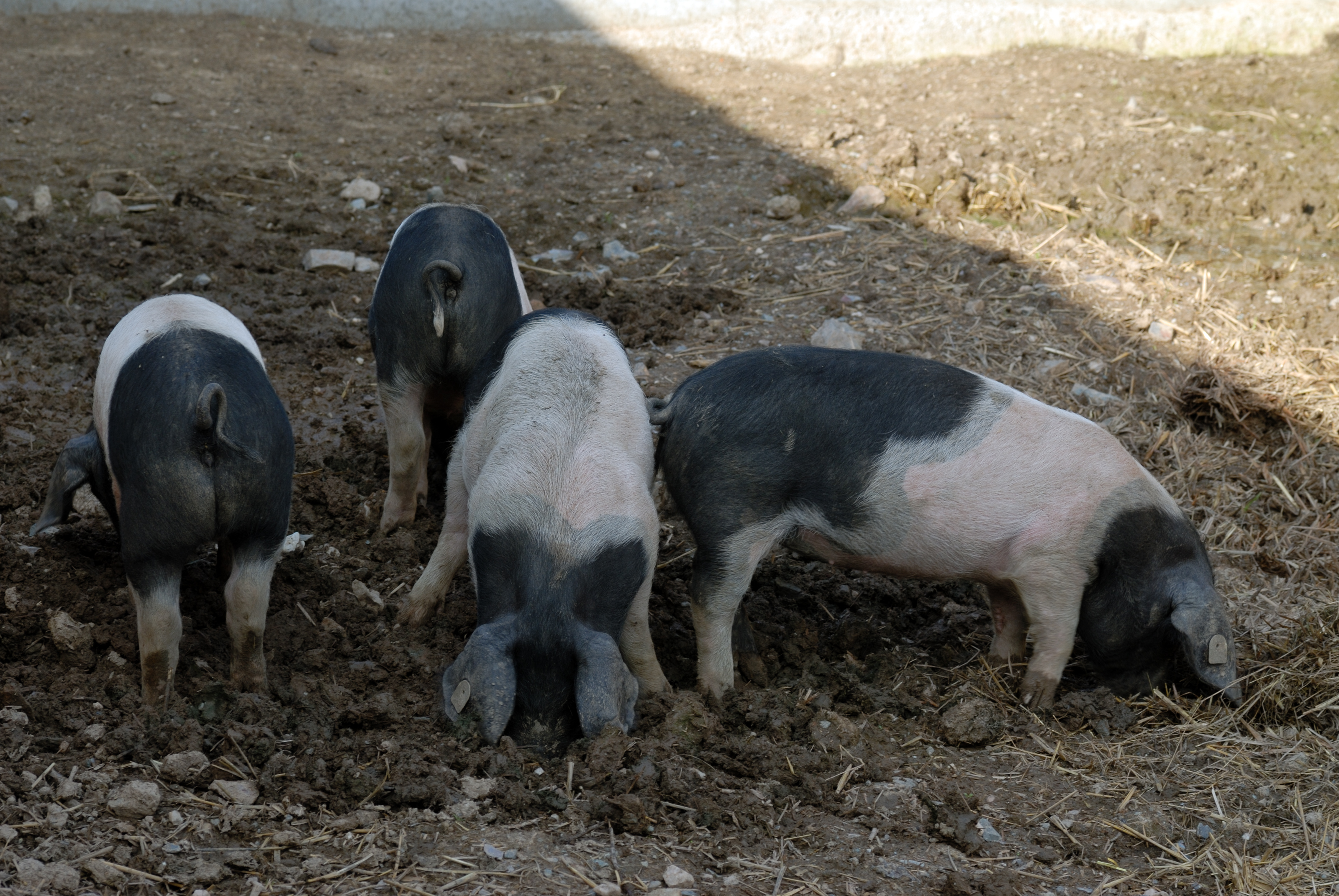
Angler Sattelschweine

Das Angler Sattelschwein ist eine Rasse des Hausschweins.

## Beschreibung
In der klassischen Färbung ist die hintere Körperhälfte des Angler Sattelschweins schwarz, ein weißer Gürtel oder Sattel zieht sich über die Vorderhand. Das Angler Sattelschwein zeichnet sich durch eine Reihe von Vorzügen aus: So hat es hervorragende Muttereigenschaften, gute Weidefähigkeit und ist sehr anspruchslos in der Halteform.

## Zuchtgeschichte
Gegen 1880 entwickelte sich in Angeln in Schleswig-Holstein neben der Milchwirtschaft die Schweinehaltung als landwirtschaftlicher Erwerbszweig. Die schwarz-weiß gefärbte, in Angeln verbreitete Landrasse war jedoch für die moderne Schweinemast zu langsam im Wuchs und brachte pro Wurf zu wenige Ferkel zur Welt. Vorbild für die Zucht von schnellwüchsigen, frühreifen und fruchtbaren Schweinerassen war England. Bereits im 19. Jahrhundert war es verschiedentlich zu Importen von Berkshire- und Tamworth-Schweinen gekommen. Ein kleiner Kreis von Viehzüchtern aus der Gegend von Süderbrarup wurde um 1920 auf eine englische Schweinerasse aufmerksam, die der Angler Landrasse in Körperbau und Erscheinungsbild sehr ähnelte: die Wessex Saddleback-Rasse.
1926  brachte der Süderbraruper Landwirt Julius Carstensen von einer Englandreise eine tragende Sattelschweinsau mit. Im folgenden Jahr kaufte er zwei weitere Tiere. Die schwarz-weiß gefärbten englischen Schweine bewährten sich. Hoffnungsvoll versammelten sich 1929 neun Landwirte in Süderbrarup und gründeten den Verein zur Zucht des Angler Sattelschweins. Die herdbuchmäßige Erfassung der Schweinebestände und der Aufbau einer eigenständigen Rasse nahmen ihren Anfang. Zwischen 1930 und 1939 kaufte der Verein insgesamt weitere zehn Eber der Wessex Saddleback-Rasse und stellte sie seinen Mitgliedern zur Zucht zur Verfügung.
Seit 1929 im Herdbuch, wurde die Rasse im Jahr 1937 als eigenständige Rasse anerkannt.
Was selbstbewusst als Angler Sattelschwein bezeichnet wurde, entbehrte jedoch noch bis 1941 einer offiziellen Anerkennung, was zur Folge hatte, dass eine Ausweitung des Zuchtgebietes durch Einschränkungen der Deckerlaubnis verhindert wurde.
Nach 1945 nahm die Zuchtarbeit in Süderbrarup einen lebhaften Aufschwung. Das in Fütterung und Haltung anspruchslose Schwein überzeugte mit guten Schlachtergebnissen. Es erlebte als „Wurstschwein“ bis 1952 eine nie dagewesene Popularität und Verbreitung in Norddeutschland. Als im Verlauf der 1950er Jahre Schweine mit höherem Fleischanteil und geringerer Fettauflage den Markt bestimmten, verlor das Angler Sattelschwein kontinuierlich an Bedeutung. Erst das Interesse an veränderten Haltungs- und Vermarktungsmethoden in der Landwirtschaft und die Besinnung auf die gute Fleischqualität eröffnete dem Angler Sattelschwein wieder neue Überlebenschancen.
Nach Angaben der Gesellschaft zur Erhaltung alter und gefährdeter Haustierrassen e. V. (GEH) betrug der Bestand von Angler Sattelschweinen in Deutschland im Jahre 2011 im Herdbuch eingetragene 70 Stück. Die Rasse gilt als extrem gefährdet.

## Vermarktung
Mittlerweile haben sich einige Biobetriebe dieses Schweins angenommen, das sich sehr gut für die Freilandhaltung eignet. Nach wie vor gibt es nur sehr wenige Herdbuchbetriebe, die diese robuste und frohwüchsige Rasse züchten. Um überhaupt eine Erhaltung der Rasse in Deutschland sicherzustellen, wurden vor einigen Jahren Sattelschweine aus Ungarn importiert, die von Tieren abstammen, die nach dem Zweiten Weltkrieg dorthin gelangten.
Das Angler Sattelschwein wurde 1990 von der Gesellschaft zur Erhaltung alter und gefährdeter Haustierrassen (GEH) zur „Gefährdeten Nutztierrasse des Jahres“ erklärt.
Seit 1991 gibt es die Arbeitsgemeinschaft der Sattelschweinzüchter, die sich wie auch der im Januar 1996 gegründete „Förderverein Angler Sattelschwein e. V.“ um den Erhalt und die Verbreitung des Angler Sattelschweins bemüht. Im Februar 2008 nahm die internationale Organisation zur Bewahrung von traditionellen Lebensmitteln Slow Food die Rasse in ihre Arche des Geschmacks auf.